# Coprosma repens
Coprosma repens là một loài thực vật có hoa trong họ Thiến thảo. Loài này được A.Rich. mô tả khoa học đầu tiên năm 1832.

## Hình ảnh

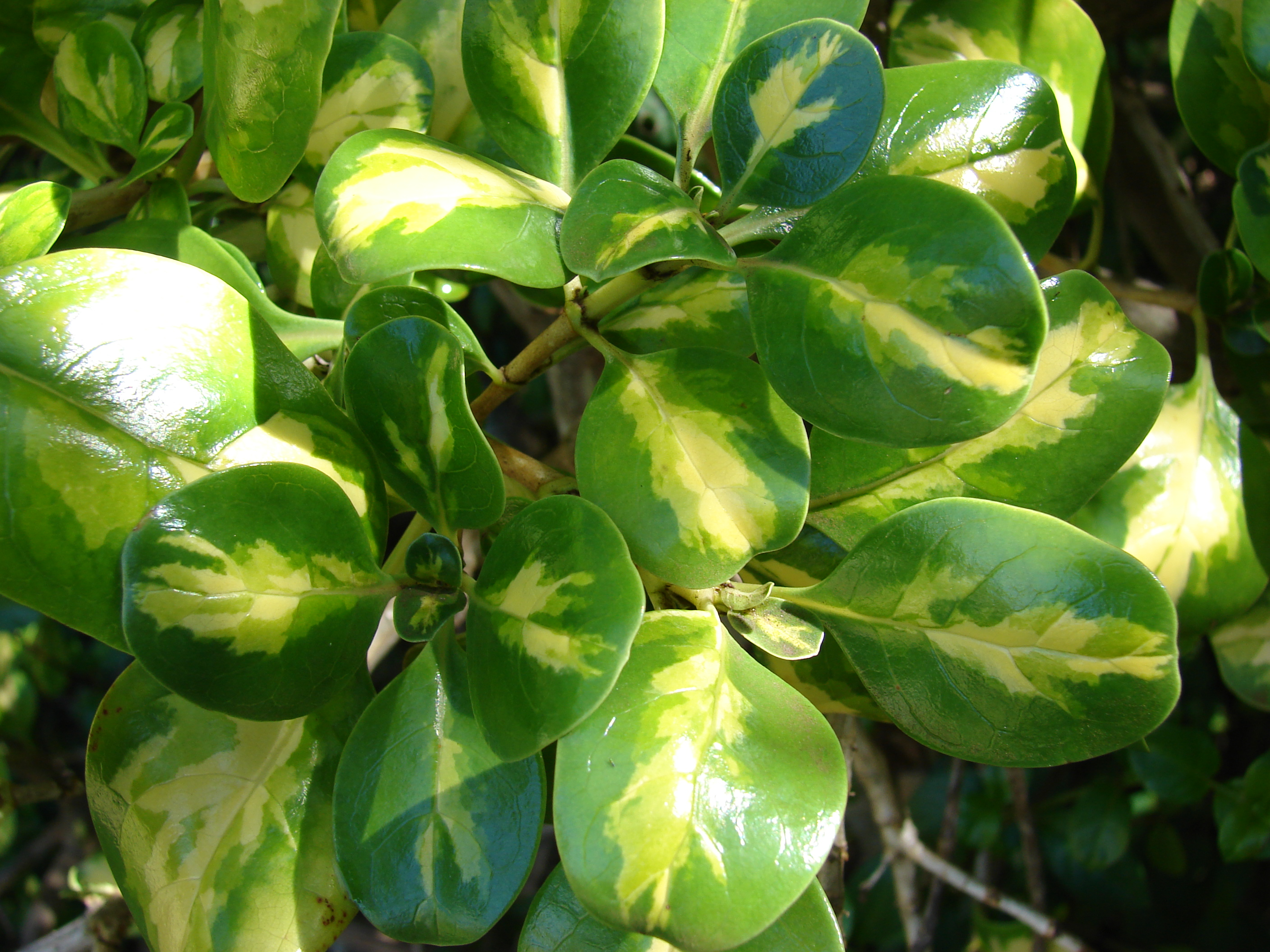
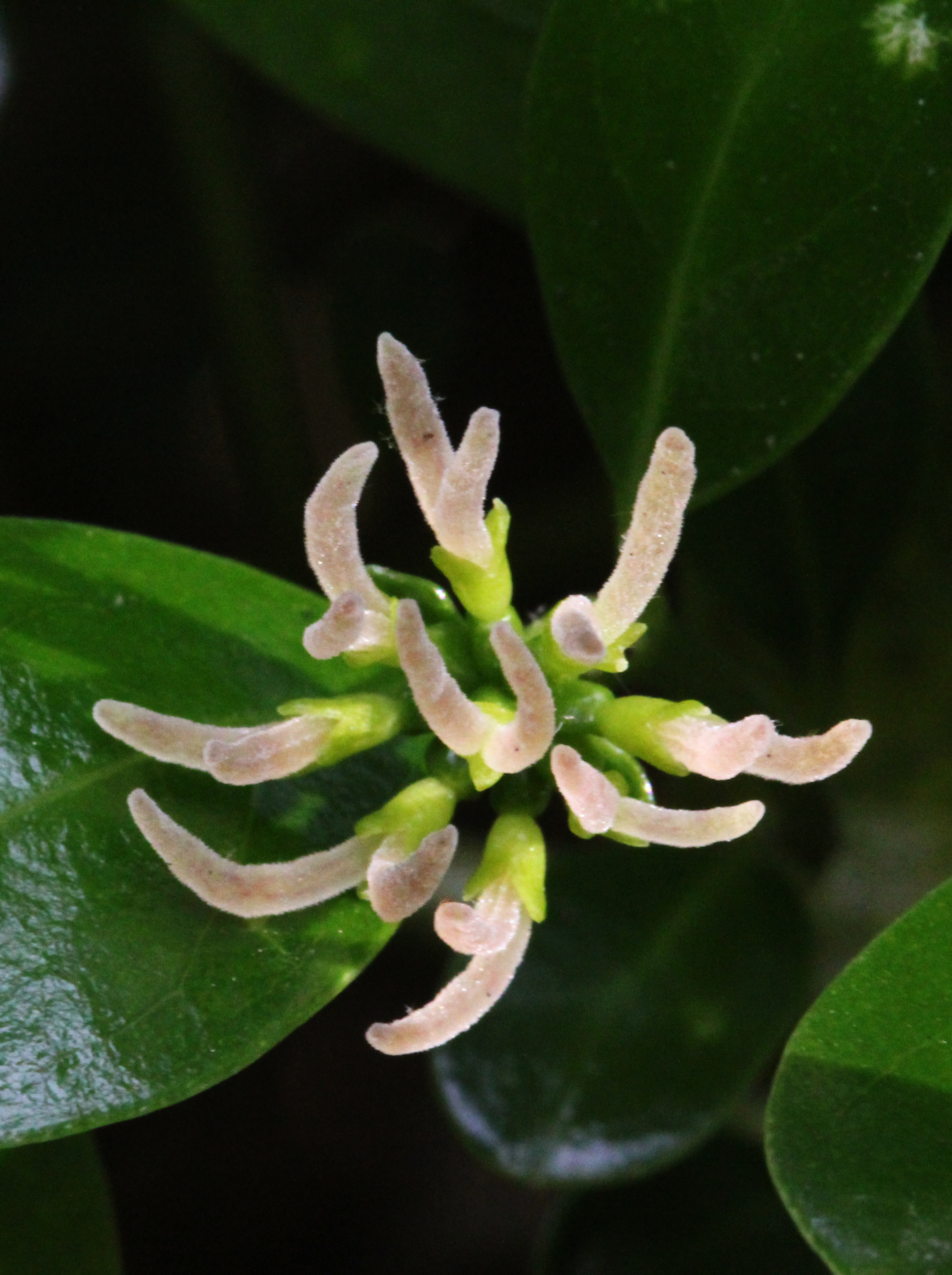
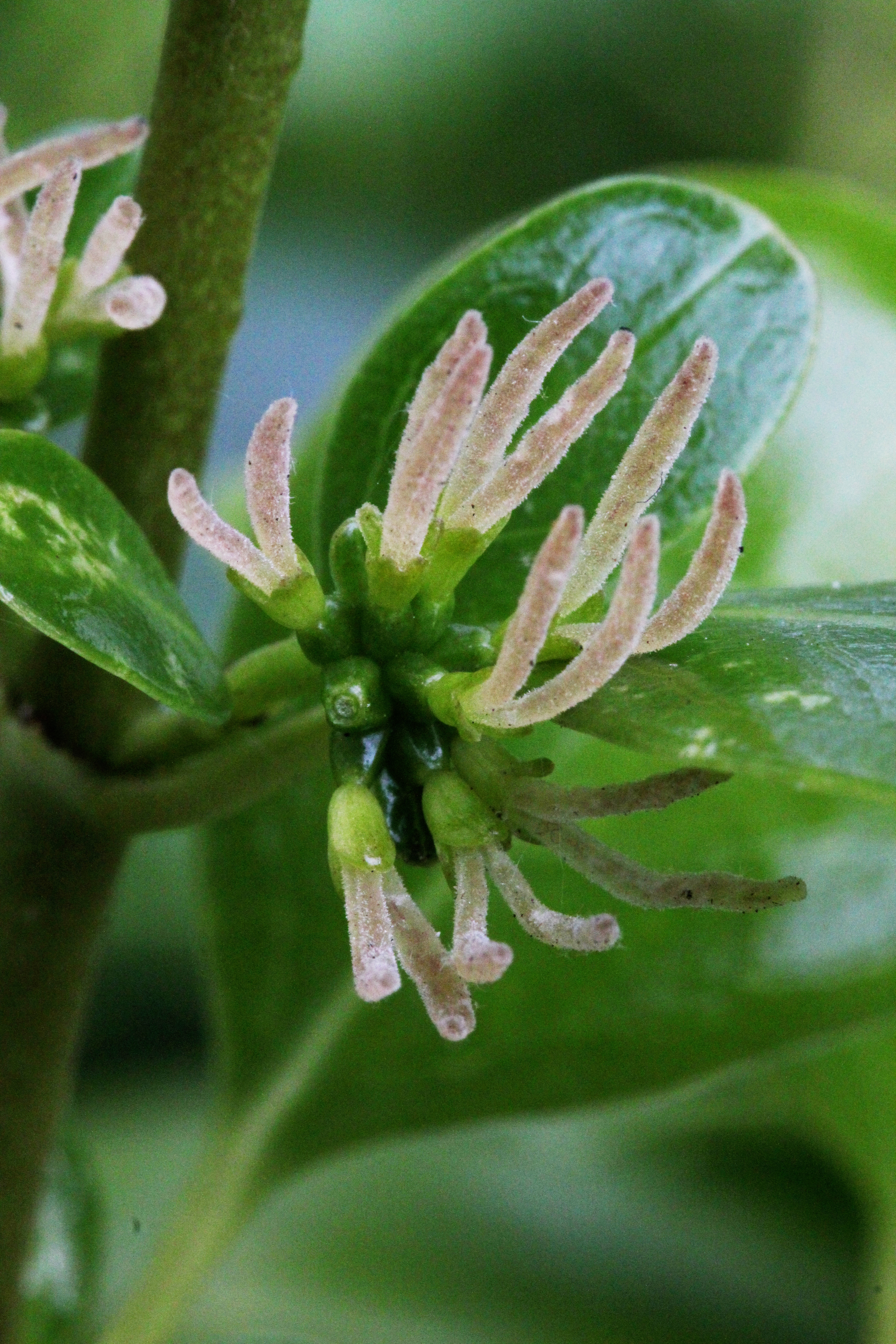